# Psilocybe strictipes
Psilocybe strictipes es una especie de hongo psilocibio de la familia Hymenogastraceae, del orden Agaricales.

## Taxonomía
Psilocybe strictipes fue descrita como nueva para la ciencia por los micólogos Rolf Singer y Alexander Hanchett Smith, y la descripción publicada en la revista científica Mycologia (50) 1: 141 en 1958.
Sinonimia
- Psilocybe.callosa (Fr. : Fr.) Quel. s.Guzmán[3]
- Agaricus semilanceatus var. coerulescens Cooke, 1881[4]
- Psilocybe semilanceata var. microspora Singer, 1969[5]
- Psilocybe semilanceata var. obtusata Bon, 1985[6]